# Temporada 1982-83 de los Golden State Warriors
La temporada 1982-83 fue la trigésimo séptima de los Warriors en la NBA, la vigésimo primera en el Área de la Bahía de San Francisco, a donde llegaron procedentes de Filadelfia, y la duodécima en la ciudad de Oakland con la denominación de Golden State Warriors. La temporada regular acabó con 30 victorias y 52 derrotas, acabando en la décima posición de la Conferencia Oeste, no logrando clasificarse para los playoffs.

## Elecciones en elDraft
| Ronda | Puesto | Jugador         | Posición  | Nacionalidad   | Universidad  |
| ----- | ------ | --------------- | --------- | -------------- | ------------ |
| 1     | 14     | Lester Conner   | Base      | Estados Unidos | Oregon State |
| 2     | 35     | Derek Smith     | Escolta   | Estados Unidos | Louisville   |
| 2     | 38     | Wayne Sappleton | Ala-Pívot | Estados Unidos | Loyola (IL)  |
| 3     | 60     | Chris Engler    | Pívot     | Estados Unidos | Wyoming      |

## Temporada regular
| División Pacífico        | División Pacífico | División Pacífico | División Pacífico | División Pacífico | División Pacífico | División Pacífico | División Pacífico | División Pacífico |
| Equipo                   | G                 | P                 | %                 | PD                | Casa              | Fuera             | Div               |                   |
| ------------------------ | ----------------- | ----------------- | ----------------- | ----------------- | ----------------- | ----------------- | ----------------- | ----------------- |
| y-Los Angeles Lakers     | 58                | 24                | .707              | –                 | 33–8              | 25–16             | 21–9              |                   |
| x-Phoenix Suns           | 53                | 29                | .646              | 5                 | 32–9              | 21–20             | 21–9              |                   |
| x-Seattle SuperSonics    | 48                | 34                | .585              | 10                | 29–12             | 19–22             | 14–16             |                   |
| x-Portland Trail Blazers | 46                | 36                | .561              | 12                | 31–10             | 15–26             | 16–14             |                   |
| Golden State Warriors    | 30                | 52                | .366              | 28                | 21–20             | 9–32              | 11–19             |                   |
| San Diego Clippers       | 25                | 57                | .305              | 33                | 18–23             | 7–34              | 7–23              |                   |

## Estadísticas
| Rk | Jugador                | Edad | P  | PT | MP   | TC  | TCI  | %TC  | T3  | T3I | %T3  | TL     | TLI | %TL  | RO  | RD  | RT  | AS  | RB  | TAP | BP  | FP  | PTS  |
| -- | ---------------------- | ---- | -- | -- | ---- | --- | ---- | ---- | --- | --- | ---- | ------ | --- | ---- | --- | --- | --- | --- | --- | --- | --- | --- | ---- |
| 1  | Joe Barry Carroll      | 24   | 79 | 79 | 37.8 | 9.9 | 19.4 | .513 | 0.0 | 0.0 | .513 | 4.3    | 5.9 | .719 | 2.8 | 5.9 | 8.7 | 2.1 | 1.4 | 2.0 | 3.6 | 3.3 | 24.1 |
| 2  | World B. Free          | 29   | 19 | 18 | 36.8 | 8.6 | 19.2 | .451 | 0.0 | 0.2 | .000 | 5.6    | 7.8 | .711 | 1.2 | 1.2 | 2.3 | 4.7 | 0.8 | 0.2 | 2.6 | 3.5 | 22.8 |
| 3  | Purvis Short           | 25   | 67 | 57 | 35.8 | 8.8 | 18.0 | .487 | 0.1 | 0.2 | .267 | 3.8    | 4.6 | .828 | 2.2 | 3.1 | 5.3 | 3.4 | 1.4 | 0.2 | 2.9 | 3.6 | 21.4 |
| 4  | Micheal Ray Richardson | 27   | 33 | 25 | 32.5 | 5.3 | 12.9 | .412 | 0.1 | 0.9 | .129 | 1.7    | 2.6 | .632 | 1.4 | 3.0 | 4.4 | 7.4 | 3.1 | 0.3 | 4.2 | 3.8 | 12.5 |
| 5  | Mickey Johnson         | 30   | 30 | 9  | 30.0 | 5.4 | 12.0 | .451 | 0.0 | 0.6 | .059 | 4.7    | 5.7 | .829 | 2.9 | 5.2 | 8.2 | 3.3 | 0.8 | 0.8 | 3.5 | 4.4 | 15.5 |
| 6  | Larry Smith            | 25   | 49 | 41 | 29.2 | 3.7 | 6.2  | .588 | 0.0 | 0.0 |      | \| 1.1 | 2.0 | .535 | 4.3 | 5.6 | 9.9 | 0.9 | 0.7 | 0.4 | 1.7 | 3.8 | 8.4  |
| 7  | Ron Brewer             | 27   | 53 | 34 | 26.4 | 4.6 | 10.6 | .438 | 0.1 | 0.3 | .467 | 1.8    | 2.2 | .824 | 0.9 | 1.1 | 2.0 | 1.3 | 1.3 | 0.4 | 1.4 | 1.8 | 11.3 |
| 8  | Lorenzo Romar          | 24   | 82 | 64 | 26.0 | 3.2 | 7.0  | .465 | 0.1 | 0.4 | .303 | 1.0    | 1.3 | .743 | 0.3 | 1.4 | 1.7 | 5.5 | 1.2 | 0.1 | 1.7 | 1.7 | 7.6  |
| 9  | Joe Hassett            | 27   | 6  | 2  | 23.2 | 3.2 | 7.3  | .432 | 0.2 | 1.5 | .111 | 0.0    | 0.0 |      | 0.5 | 1.3 | 1.8 | 3.5 | 0.3 | 0.0 | 1.5 | 2.3 | 6.5  |
| 10 | Sleepy Floyd           | 22   | 33 | 11 | 22.8 | 4.1 | 9.4  | .431 | 0.2 | 0.3 | .545 | 3.4    | 4.1 | .830 | 1.2 | 1.7 | 2.9 | 2.2 | 1.2 | 0.2 | 2.0 | 2.4 | 11.7 |
| 11 | Sam Williams           | 23   | 75 | 28 | 20.4 | 3.4 | 6.4  | .526 | 0.0 | 0.0 | .000 | 1.6    | 2.3 | .719 | 2.0 | 3.2 | 5.2 | 0.6 | 0.9 | 1.2 | 1.3 | 3.3 | 8.4  |
| 12 | Lester Conner          | 23   | 75 | 10 | 18.9 | 1.9 | 4.0  | .479 | 0.0 | 0.1 | .000 | 1.1    | 1.5 | .699 | 0.9 | 2.0 | 2.9 | 3.4 | 1.5 | 0.1 | 1.3 | 1.9 | 4.9  |
| 13 | Lewis Lloyd            | 23   | 73 | 24 | 18.5 | 4.0 | 7.8  | .518 | 0.0 | 0.1 | .250 | 1.4    | 1.9 | .719 | 1.1 | 2.5 | 3.6 | 1.8 | 0.8 | 0.4 | 1.6 | 1.5 | 9.4  |
| 14 | Rickey Brown           | 24   | 50 | 7  | 14.9 | 2.4 | 4.9  | .482 | 0.0 | 0.0 | .000 | 0.8    | 1.3 | .615 | 1.1 | 2.4 | 3.6 | 0.3 | 0.2 | 0.4 | 1.2 | 2.5 | 5.5  |
| 15 | Larry Kenon            | 30   | 11 | 0  | 11.0 | 1.5 | 3.5  | .436 | 0.0 | 0.0 |      | 0.6    | 1.0 | .636 | 1.2 | 1.2 | 2.4 | 0.5 | 0.1 | 0.0 | 0.5 | 1.2 | 3.7  |
| 16 | Terry Duerod           | 26   | 5  | 0  | 9.8  | 1.8 | 3.8  | .474 | 0.0 | 0.0 |      | 0.0    | 0.0 |      | 0.0 | 0.6 | 0.6 | 1.0 | 0.4 | 0.2 | 1.8 | 1.0 | 3.6  |
| 17 | Hank McDowell          | 23   | 14 | 0  | 9.3  | 0.9 | 2.1  | .448 | 0.0 | 0.0 |      | 1.0    | 1.3 | .778 | 1.1 | 1.1 | 2.1 | 0.3 | 0.1 | 0.3 | 0.6 | 1.9 | 2.9  |
| 18 | Chris Engler           | 23   | 54 | 1  | 6.8  | 0.7 | 1.7  | .404 | 0.0 | 0.0 |      | 0.1    | 0.3 | .313 | 0.8 | 1.1 | 1.9 | 0.2 | 0.1 | 0.3 | 0.4 | 1.8 | 1.5  |
| 19 | Derek Smith            | 21   | 27 | 0  | 5.7  | 0.8 | 1.9  | .412 | 0.0 | 0.1 | .000 | 0.6    | 0.9 | .680 | 0.4 | 1.0 | 1.4 | 0.1 | 0.0 | 0.1 | 0.4 | 1.5 | 2.2  |